# Milton (krater)
För andra betydelser, se Milton.
Milton är en nedslagskrater på planeten Merkurius, med en diameter på ungefär 180 kilometer.
1976 uppkallade den efter författaren John Milton.